# Kenneth Scheve
Kenneth Frederick Scheve Jr. es un economista político estadounidense.
Kenneth Scheve es Catedrático Dean Acheson de Ciencias Políticas y Asuntos Mundiales en la Universidad de Yale y Decano de Ciencias Sociales de la Facultad de Letras y Ciencias. Es un economista político que estudia la gobernanza nacional e internacional del capitalismo moderno. Su investigación estudia la desigualdad y la redistribución; la política de la globalización, las consecuencias sociales y políticas del cambio económico a largo plazo; y la política climática.
Scheve se licenció en Economía en la Universidad de Notre Dame en 1990 y luego trabajó en el sector financiero. Completó un doctorado en ciencias políticas en la Universidad de Harvard en 2000, donde su tesis doctoral, Casting Votes in the Global Economy: Public Opinion and Voting Behavior in Open Economies, fue asesorada por James E. Alt, Torben Iversen y Gary King. Scheve fue profesor de ciencias políticas en la Universidad de Yale de 2001 a 2004, cuando fue nombrado profesor titular de políticas públicas en la Universidad de Michigan. Scheve regresó a Yale como catedrático de ciencias políticas en 2006,  y luego fue contratado como catedrático en la Universidad de Stanford en 2012. Más tarde se reincorporó a la facultad de Yale como catedrático Dean Acheson de Ciencias Políticas y Asuntos Globales. En 2020, Scheve fue elegido miembro de la Academia Estadounidense de las Artes y las Ciencias. Su trabajo ha sido ampliamente citado, contando con más 14.332 citas.

## Publicaciones seleccionadas
- Scheve, Kenneth; Stasavage, David (2016). Taxing the Rich: A History of Fiscal Fairness in the United States and Europe. Princeton University Press. ISBN 9780691165455.[7]
- Kenneth F. Scheve & Matthew J. Slaughter, 2001. "Labor Market Competition And Individual Preferences Over Immigration Policy," The Review of Economics and Statistics, MIT Press, vol. 83(1), pages 133-145, February.